# Ilhas Cayman
As ilhas Caimã, Cayman (em português brasileiro)  ou Caimão (em português europeu) (em inglês:  Cayman Islands) são um território ultramarino britânico no Caribe (Caraíbas, em português europeu), a sul de Cuba. Relativamente isoladas e afastadas umas das outras, as ilhas têm em Cuba e na Jamaica, 300 km a sudeste, os vizinhos mais próximos. Compreendem a Grande Caimão, Caimão Brac e a Pequena Caimão. A capital é George Town. Até meados dos anos 60 do século XX, estas ilhas dedicavam-se à agricultura e à pesca. Atualmente, este arquipélago é um conhecido paraíso fiscal. O turismo é também um dos principais atrativos destas ilhas, representando cerca de 70% do produto interno bruto. A população residente é maioritariamente de origem afro-europeia, sendo cerca de 20% jamaicana. Possui uma elevada taxa de alfabetização (98%), e a esperança média de vida é de 79 anos.

## História
As Ilhas Cayman foram descobertas por Cristóvão Colombo em 10 de maio de 1503 durante sua quarta viagem à América. Em 1586, o pirata Francis Drake atracou nas ilhas, sendo o primeiro inglês do qual há provas de que ele as visitou, e as batizou como Ilhas Cayman. As ilhas, juntamente com a vizinha Jamaica, foram ocupadas pela Inglaterra durante a Guerra Anglo-Espanhola de 1655-–1660; A Espanha reconheceu oficialmente a soberania inglesa sobre eles através do Tratado de Madri de 1670. Juntamente com a Jamaica, eles foram governados como uma colônia até 1962, quando se tornaram territórios ultramarinos britânicos, enquanto a Jamaica conquistou sua independência (na Comunidade Britânica de Nações).
Em 1788, dez navios que retornavam da Jamaica para a Inglaterra naufragaram nas costas da ilha principal e foram recebidos pelos nativos. Por esta ação, o rei Jorge III do Reino Unido isentou a colônia do pagamento de impostos, uma situação que continua até hoje.

## Política
Politicamente, as ilhas são divididas em 8 distritos: Creek, Oriental, Central, Cidade do Sul, Spot Bay, Stake Bay, West End e West, que são administrados a partir da cidade de George Town. Desde 23 de novembro de 2005, o governador é Stuart Jack, que está encarregado de presidir o parlamento unicameral da ilha, composto por 18 membros, dos quais 15 são eleitos e 3 são nomeados por um Conselho Executivo. Os partidos políticos existentes na ilha são a Aliança Democrática Popular, o Partido Independente, o Movimento Progressivo Popular e o Partido Democrático Unido.

### Governo
As Ilhas Cayman são um território britânico ultramarino, designado pelo Comitê de Descolonização das Nações Unidas como um dos últimos Territórios Não Autônomos. Os quinze representantes que compõem a Assembléia Legislativa são eleitos pelo povo a cada quatro anos, eles são responsáveis pela gestão dos assuntos internos. Dos membros eleitos da Assembleia Legislativa (MLA), cinco são eleitos para servir como ministros em um gabinete liderado pelo governador. O chefe de governo é o primeiro-ministro.
O governador é nomeado pelo governo britânico para representar o monarca. O governador pode exercer plena autoridade executiva se desejar fazê-lo através dos poderes que lhe são reservados pela Constituição. Toda a legislação deve receber a sanção real, que lhes permite anular qualquer lei que o legislador julgue conveniente para o país. Nos tempos modernos, o governador-geral permite que o país seja liderado pelo Conselho de Ministros, e o serviço público seja executado pelo vice-governador, que é o governador interino quando o governador não pode desempenhar suas funções habituais. O atual governador das Ilhas Cayman é Duncan Taylor e o atual vice-governador é Ebanks Donovan.
O Gabinete é composto por dois membros oficiais e cinco membros eleitos, chamados ministros, um dos quais é nomeado primeiro-ministro.
Os membros oficiais são o vice-governador e o procurador-geral. Eles são nomeados pelo governador, de acordo com as instruções de Sua Majestade, e apesar de terem assento na Assembleia Legislativa, sob a Constituição de 2009, eles não votam.
Os cinco ministros são eleitos entre os 15 membros eleitos da Assembleia Legislativa. Um dos ministros, o líder do partido político majoritário, é nomeado primeiro-ministro pelo governador. Após consulta com o primeiro-ministro, o governador atribui uma carteira de responsabilidades a cada membro do Gabinete. Sob o princípio da responsabilidade coletiva, todos os ministros são obrigados a apoiar na Assembleia as medidas aprovadas pelo Gabinete.
Quase 80 departamentos, seções e unidades realizam os assuntos do governo, unidos por uma série de órgãos oficiais e autoridades criadas para propósitos específicos, como a Autoridade Portuária, a Autoridade de Aviação Civil, o Conselho de Imigração, a Diretoria de Recursos Hídricos, o Conselho de Governadores do College College, o Conselho Nacional de Pensões e a Comissão de Seguro de Saúde.
A defesa das Ilhas Cayman é da responsabilidade do Reino Unido. O Real Serviço Policial das Ilhas Cayman fornece serviços policiais no país. O Corpo de Cadetes das Ilhas Cayman foi criado em março de 2001.

## Geografia
As Ilhas Cayman estão localizadas na parte ocidental do Mar do Caribe, a cerca de 240 km ao sul de Cuba e a cerca de 290 km a noroeste da Jamaica. O arquipélago é composto principalmente por três ilhas: Grand Cayman, Cayman Brac e Little Cayman, sendo Grand Cayman a mais extensa com uma área de 197 km². As outras duas ilhas, Cayman Brac e Little Cayman, estão localizadas a 145 km a leste de Grand Cayman, têm uma área de 36 km² e 26 km², respectivamente.
Os acidentes geográficos não são destacadas nas ilhas, com exceção do penhasco The Bluff em Cayman Brac, que possui mais de 40 m de altitude, sendo o ponto mais alto da ilha.

## Demografia
As Ilhas Cayman têm mais empresas registradas do que pessoas. As estimativas populacionais mais recentes para as Ilhas Cayman são de cerca de 69 000 em 2008, representando uma mistura de mais de 100 nacionalidades. Desse número, cerca de metade são descendentes das Ilhas Cayman. Cerca de 60% da população é de raça mista (principalmente Africano-Europeu). Dos 40% restantes, aproximadamente metade é de ascendência europeia (20%) e metade é de ascendência africana (20%). As ilhas possuem uma maioria cristã, com um grande número de presbiterianos e católicos. Ilhas Cayman goza do mais alto padrão de vida no Caribe (Caraíbas). A grande maioria da população reside em Grand Cayman. Cayman Brac é o segundo mais populoso, seguido de Little Cayman.

## Economia
Considerado um paraíso fiscal, a economia das Ilhas Cayman é uma das mais sólidas do Caribe. Das quase 40 mil empresas registradas na ilha, 600 são bancos, que movimentam US$ 500 bilhões em ativos. O turismo também é outra importante fonte de renda e destina-se a viajantes de alta renda, principalmente da área da América do Norte. As Ilhas Cayman são membros associados da Comunidade do Caribe desde 2002. A emissão de selos para coleções também é outra fonte de renda.

### Turismo
Uma das principais atrações de Grand Cayman (GCM) é a Seven Mile Beach, na qual se estendem vários hotéis e resorts. Os visitantes são atraídos pelos locais históricos da GCM, como o St. James Castle em BoddenTown. Existem as ilhas irmãs — Little Cayman e Cayman Brac.
As três ilhas oferecem oportunidades para mergulho. Existem vários recifes e lugares onde os turistas podem nadar com raios, incluindo Stingray City, Grand Cayman. Há dois naufrágios nas costas de Cayman Brac, incluindo Tibbetts Keith MV.
Outras atrações turísticas de Grand Cayman são o Ironshore of Hell, um Marine Park de 9,3 ha na Boatswain's Beach, que também abriga a Fazenda de Tartarugas Cayman, a produção de sal marinho gourmet e a Rota Mastic, um Caminho pela floresta no centro da ilha. O National Trust for the Cayman Islands oferece visitas guiadas semanais no Caminho do Lentisco e em outros lugares.